# Tachikawa Ki-54
Die Tachikawa Ki-54 (alliierter Codename „Hickory“) war ein während des Zweiten Weltkriegs eingesetztes zweimotoriges japanisches Schulflugzeug und wurde von Tachikawa Hikōki hergestellt.

## Geschichte
Die Ki-54 wurde aufgrund einer Ausschreibung der Kaiserlich Japanischen Armee für ein zweimotoriges Flugzeug zur Fortgeschrittenen-Schulung entwickelt. Es war insbesondere zur Schulung ganzer Flugzeugbesatzungen vorgesehen.
Der erste Prototyp startete 1940 zu seinem Erstflug. Nach dem Ende der Versuchsflüge ging das Flugzeug 1941 als „Armee Typ 1 Fortgeschrittenen-Schulflugzeug Modell A“ in die Serienfertigung.
Die Ki-54b und Ki-54c waren bis zum Kriegsende im Einsatz.
Einige Ki-54c-Transportflugzeuge sind im Film Letters from Iwo Jima (2006) zu sehen. Dort stellen sie die Maschinen dar, die General Tadamichi Kuribayashi (Ken Watanabe) und einen Teil seines Stabes auf die Insel Iwo Jima bringen.

## Betreiber
JapanKaiserlich Japanische Heeresluftstreitkräfte
 MandschukuoDrei von Japan zur Verfügung gestellte Flugzeuge für besondere Persönlichkeiten
 ChinaVon den Nationalchinesen erbeutete Maschinen
 Volksrepublik ChinaErbeutete Maschinen der kommunistischen Chinesen: vier Ki-54 wurden bis 1952 eingesetzt, 1951 wurden Chinas erste weibliche Piloten auf Ki-54 ausgebildet.

## Varianten
- Ki-54a – unbewaffnetes Schulflugzeug für Piloten
- Ki-54b – bewaffnetes Schulflugzeug zur Schulung ganzer Besatzungen
- Ki-54c – leichtes Passagierflugzeug für bis zu acht Personen, Verbindungsflugzeug, zivile Bezeichnung Y-59.
- Ki-54d – Marineaufklärer/U-Boot-Jäger mit acht 60-kg-Wasserbomben
- Ki-110 – ein Ki-54C-Prototyp in Ganzholzbauweise
- Ki-111 – geplantes Tankflugzeug (nicht gebaut)
- Ki-114 – geplantes Tankflugzeug in Ganzholzbauweise (nicht gebaut)

## Technische Daten
| Kenngröße             | Daten                                                                       |
| --------------------- | --------------------------------------------------------------------------- |
| Besatzung             | 2                                                                           |
| Passagiere            | 8                                                                           |
| Länge                 | 11,94 m                                                                     |
| Spannweite            | 17,90 m                                                                     |
| Höhe                  | 3,58 m                                                                      |
| Flügelfläche          | 40 m²                                                                       |
| Flügelstreckung       | 8,0                                                                         |
| Leermasse             | 2954 kg                                                                     |
| maximale Startmasse   | 3897 kg                                                                     |
| Triebwerk             | zwei 9-Zylinder-Sternmotoren Hitachi Ha-13a mit je 380 kW (517 PS) Leistung |
| Höchstgeschwindigkeit | 375 km/h                                                                    |
| Reisegeschwindigkeit  | 240 km/h                                                                    |
| Reichweite            | 960 km                                                                      |
| Gipfelhöhe            | 7180 m                                                                      |
| Bewaffnung            | vier 7,7-mm-MG, Übungsbomben                                                |